# 踊りにいこうよ
「踊りにいこうよ」（おどりにいこうよ）、ないし、「アット・ザ・ホップ」(At the Hop) は、アーティー・シンガー、ジョン・メドラ、デイヴィッド・ホワイトが共作し、オリジナル盤をダニー&ザ・ジュニアーズがリリースした楽曲。この曲は、1957年秋にリリースされ、1958年1月6日付で全米チャートの首位に達し、1958年の大ヒット曲のひとつとなった。この曲は、R&B ベスト・セラーズのチャートでも首位になった。さらに意外なことに、『ミュージック・ベンダー (Music Vendor)』誌（『レコード・ワールド (Record World)』の前身誌）のカントリー・チャートでも3位まで上昇した。他の諸国でもこの曲は大ヒットとなり、全英シングルチャートでは最高3位に達した。
この曲は、ロックンロール・リバイバルのバンドであるシャ・ナ・ナが、1969年にウッドストック・フェスティバルで演奏したことや、1973年に公開された青春映画『アメリカン・グラフィティ』を契機に再び注目を集めた。音楽的に見ると、この曲は、12小節のブルース形式、ブギウギ・ピアノ、50s進行など、1950年代のロックンロールの最も人気があった形式要素をいくつも盛り込んでいる。
オリジナル盤のダニー&ザ・ジュニアーズのバージョンは、ロバート・クリストガウが編集した、1950年代と1960年代の音楽を集めた「ベーシック・レコード・ライブラリー (Basic Record Library)」に選ばれ、『Christgau's Record Guide: Rock Albums of the Seventies』に収録された。

## 背景
この曲は、ダニー&ザ・ジュニアーズが、まだザ・ジュヴィニアーズ (The Juvenairs) と称していた1957年に、ホワイト、メドラ、シンガーの3人によって書かれた。当初は、「ドゥ・ザ・バップ (Do the Bop)」と呼ばれていたが、この曲を耳にしたディック・クラークが、バンド名をジュニアーズに変更するよう提案するとともに、「Let's all do the Bop」とあった歌詞を「Let's go to the Hop」に変更させた。クラークの番組であった『アメリカン・バンドスタンド (American Bandstand)』で披露されたのをきっかけに、この曲は人気が高まり、全米チャートの首位に躍り出て、5週間にわたってその座にとどまった。
この曲の内容は、ホップ（レコード・ホップ、ソック・ホップ）と称された、当時の十代の若者たちのための形式ばらないダンスパーティーの場面を描いたもので、特にダンスの描写や、ホストのDJとのやりとりが捉えられている。
歌詞の一部を、当時流行していたダンスの名称を斜体にして示すと次のようになる。
You can rock it you can roll it
Do the stomp and even stroll it       ← ストロール
At the hop.
When the record starts spinnin'
You chalypso and you chicken at the hop      ← チャリプソ、チキン
Do the dance sensation that is sweepin' the nation
at the hop

## ペイオラ
2008年にアメリカ合衆国で全国放送された PBS のドキュメンタリー『Wages of Spin: Dick Clark, American Bandstand and the Payola Scandals』（「レコードをかける対価：ディック・クラーク、アメリカン・バンドスタンドとペイオラ・スキャンダル」の意）で、の中で、シンガーは、ディック・クラークが出版に関する権利の半分を譲らないと「アット・ザ・ホップ」を放送にかけないと言ってきた、と証言した。シンガーは支払いに同意し、金を払うことになったのは気に食わなかったが、自分が音楽産業の中で成功できたのはクラークのおかげだと思っているし彼に感謝もしていると、当時の状況を「ほろ苦い甘み (bittersweet)」であったと語った。当時、ペイオラは違法ではなく、また、クラークは、アラン・フリードが追及の的となった1960年のペイオラ公聴会より前にこの曲に関する権利を売却していた。

## サウンドトラック
- この曲は、シャ・ナ・ナによって1969年8月のウッドストック・フェスティバルで演奏され、そのドキュメンタリー映画『ウッドストック/愛と平和と音楽の三日間』のサウンドトラック・アルバム（『Woodstock: Music from the Original Soundtrack and More』）にも収録された
- 1973年の映画『アメリカン・グラフィティ』のサウンドトラックでは、フラッシュ・キャディラック&ザ・コンチネンタル・キッズがこの曲を演奏している。この録音の音楽プロデューサーはキム・フォーリーが務めた。